# Elk Run Heights
Elk Run Heights és una població dels Estats Units a l'estat d'Iowa. Segons el cens del 2000 tenia 1.052 habitants.

## Demografia
Segons el cens del 2000, Elk Run Heights tenia 1.052 habitants, 394 habitatges, i 325 famílies. La densitat de població era de 410,3 habitants/km².
Dels 394 habitatges en un 37,8% hi vivien nens de menys de 18 anys, en un 69,5% hi vivien parelles casades, en un 8,1% dones solteres, i en un 17,3% no eren unitats familiars. En el 13,2% dels habitatges hi vivien persones soles el 6,1% de les quals corresponia a persones de 65 anys o més que vivien soles. El nombre mitjà de persones vivint en cada habitatge era de 2,67 i el nombre mitjà de persones que vivien en cada família era de 2,92.
Per edats la població es repartia de la següent manera: un 25,8% tenia menys de 18 anys, un 7% entre 18 i 24, un 28,7% entre 25 i 44, un 24% de 45 a 60 i un 14,4% 65 anys o més.
L'edat mediana era de 39 anys. Per cada 100 dones de 18 o més anys hi havia 100,8 homes.
La renda mediana per habitatge era de 45.179 $ i la renda mediana per família de 48.906 $. Els homes tenien una renda mediana de 34.444 $ mentre que les dones 25.000 $. La renda per capita de la població era de 18.129 $. Entorn de l'1% de les famílies i l'1,6% de la població estaven per davall del llindar de pobresa.

## Poblacions més properes
El següent diagrama mostra les poblacions més properes.